# Harri Toivonen
Harri Toivonen (Helsinki, 22 ottobre 1960) è un pilota automobilistico e pilota di rally finlandese, che ha preso parte a 5 edizioni della 24 Ore di Le Mans nel 1991, 1992, 1996, 1997 e 2001.
Suo padre, Pauli Toivonen e suo fratello Henri Toivonen, sono stati anch'essi piloti di rally.

## Carriera
Harri esordisce nei rally nel 1980 con una Chrysler Avenger utilizzata anche dal padre Pauli e dal fratello Henri.
Ottiene agli esordi una vittoria di classe al Riihimaki Ralli e qualche piazzamento. La seconda parte di quel anno è da dimenticare per una lunga serie di ritiri.
Il 1981 non va molto meglio e così nel 1982 cambia auto e passa ad una Ford Escort RS1800.
Con la Ford chiude con un settimo posto assoluto l'Arctic rally del 1983 sulle nevi della Lapponia.
Nello stesso anno corre il Rally dell'Acropoli in Grecia con una Mazda Rx-7 con cui finirà il rally in diciassettesima posizione assoluta e un secondo posto di classe. Per il Rally dei 1000 Laghi gli viene affidata una Mitsubishi Lancer 2000 Turbo del Junior Team della federazione finlandese. Terminerà questo rally con un ritiro. Anche sulle prove speciali britanniche del RAC Harri deve ritirarsi per la rottura del motore.
Ottiene il secondo posto assoluto con una Opel Ascona 2.0 al Rally Hankiralli.
Nel 1985 si sposta in Italia nel team Tre Gazzelle, dove si dividerà tra una Fiat Ritmo 130TC e una Lancia Rally 037 alcuni appuntamenti del Campionato europeo.
Colleziona una serie di ritiri e alla 24 ore di Ypres con la Ritmo ottiene un sesto posto di classe A7.
Nel 1986 partecipa al Campionato inglese con la Mg Metro 6R4.
Finisce al quarto posto l'Ulster Rally e ottiene un ottavo posto al Rally dei 1000 Laghi, ma si ritira al RAC.
Nel 1987 con una Mazda 323 4WD giunge terzo all'Arctic, nono all'Hankiralli. 
Anche nei rally più importanti dell'anno quali il 1000 laghi, il Rally di Svezia e il Costa Smeralda, deve ritirarsi.
Nel 1988 vince con la Lancia Delta 4WD l'Hankiralli, mentre nelle altre gare nazionali e al Rally della Lana Harri si ritira.
A partire dal 1990 lascia i rally e passa alle corse su pista grazie all'ingaggio della Konrad Motorsport per correre nel Mondiale Endurance con una Porsche 962.
Come migliore risultato dell'anno ottiene un dodicesimo posto nel trofeo Hermanos Rodríguez.
Nel 1991 cambia team e passa al Kremer Racing sempre con una Porsche 962 con la quale arriva terzo a Suzuka, quinto a Monza, ottavo a Silverstone,nono alla 24 Ore di Le Mans, terzo al Nurburgring e sesto a Magny Cours.
Cambia ancora scuderia nel 1992 passando alla British Racing Motorsport correndo su una Brm P251 costruita dal team.
Quest'anno non gli riserva grandi soddisfazioni anche a causa della grande difficoltà nella guida della vettura.
Dopo vari anni di pausa torna a gareggiare nel 1996 alla 24 Ore di Le Mans di nuovo con il team Kremer e finirà la gara ritirandosi come gli ricapiterà l'anno successivo.
Dal 1999 in poi farà giusto qualche apparizione in varie gare, senza ottenere grandi risultati.

## Risultati nel WRC
| 1980 | Scuderia | Vettura          |  |  |  |  |  |  |     |  |  |  |  |  |  |  |  |  | Punti | Pos. |
| ---- | -------- | ---------------- |  |  |  |  |  |  | --- |  |  |  |  |  |  |  |  |  | ----- | ---- |
| 1980 |          | Chrysler Avenger |  |  |  |  |  |  | Rit |  |  |  |  |  |  |  |  |  | 0     |      |

| 1981 | Scuderia | Vettura              |  |  |  |  |  |  |  |  |     |  |  |  |  |  |  |  | Punti | Pos. |
| ---- | -------- | -------------------- |  |  |  |  |  |  |  |  | --- |  |  |  |  |  |  |  | ----- | ---- |
| 1981 |          | Talbot Sunbeam Lotus |  |  |  |  |  |  |  |  | Rit |  |  |  |  |  |  |  | 0     |      |

| 1982 | Scuderia              | Vettura                  |  |  |  |  |  |  |  |  |     |  |  |  |  |  |  |  | Punti | Pos. |
| ---- | --------------------- | ------------------------ |  |  |  |  |  |  |  |  | --- |  |  |  |  |  |  |  | ----- | ---- |
| 1982 | David Sutton Cars Ltd | Ford Escort RS 1800 MKII |  |  |  |  |  |  |  |  | Rit |  |  |  |  |  |  |  | 0     |      |

| 1983 | Scuderia                                    | Vettura                                 |  |  |  |  |  |    |  |  |     |  |  |     |  |  |  |  | Punti | Pos. |
| ---- | ------------------------------------------- | --------------------------------------- |  |  |  |  |  | -- |  |  | --- |  |  | --- |  |  |  |  | ----- | ---- |
| 1983 | Mazda Rally Team Europe Mitsubishi Ralliart | Mazda RX-7 Mitsubishi Lancer 2000 Turbo |  |  |  |  |  | 17 |  |  | Rit |  |  | Rit |  |  |  |  | 0     |      |

| 1986 | Scuderia         | Vettura      |  |  |  |  |  |  |  |  |   |  |  |     |  |  |  |  | Punti | Pos. |
| ---- | ---------------- | ------------ |  |  |  |  |  |  |  |  | - |  |  | --- |  |  |  |  | ----- | ---- |
| 1986 | Austin Rover WRT | MG Metro 6R4 |  |  |  |  |  |  |  |  | 8 |  |  | Rit |  |  |  |  | 3     | 49º  |

| 1987 | Scuderia | Vettura       |  |  |  |  |  |  |  |  |  |     |  |  |  |  |  |  | Punti | Pos. |
| ---- | -------- | ------------- |  |  |  |  |  |  |  |  |  | --- |  |  |  |  |  |  | ----- | ---- |
| 1987 |          | Mazda 323 4WD |  |  |  |  |  |  |  |  |  | Rit |  |  |  |  |  |  | 0     |      |

| 1988 | Scuderia | Vettura                |  |  |  |  |  |  |  |  |  |     |  |  |  |  |  |  | Punti | Pos. |
| ---- | -------- | ---------------------- |  |  |  |  |  |  |  |  |  | --- |  |  |  |  |  |  | ----- | ---- |
| 1988 |          | Lancia Delta Integrale |  |  |  |  |  |  |  |  |  | Rit |  |  |  |  |  |  | 0     |      |

| Legenda | 1º posto | 2º posto | 3º posto | A punti | Senza punti | Ritirato | Squalificato | NP=Non partito C=Gara cancellata | Apice=Power stage |